# Kevin Parzajuk
Kevin Daniel Parzajuk Rodríguez (Fram, 9 settembre 2002) è un calciatore paraguaiano, attaccante del Godoy Cruz.

## Biografia
Ha origini polacche dal ramo paterno.

## Caratteristiche tecniche
Centravanti classico, risulta abile nel gioco aereo grazie all'altezza.

## Carriera

### Club
Ha iniziato a giocare a calcio nel settore giovanile del Olimpia. Nel 2021 è stato ceduto in prestito per una stagione al Brescia, dove ha giocato nel Campionato Primavera 2.
Rientrato all'Olimpia, ha giocato il suo primo incontro ufficiale il 9 ottobre 2022 contro lo Sportivo Ameliano in División Profesional. Nel giugno del 2023 è stato ceduto in prestito al Guaireña, ed il 10 luglio ha segnato il suo primo gol nel successo epr 3-1 contro il Cerro Porteño.
Nel 2024 ha rinnovato il contratto con il club bianconero ed è stato confermato in rosa per la nuova stagione.

### Nazionale
Ha giocato nella nazionale paraguaiana Under-23.

## Statistiche

### Presenze e reti nei club
Statistiche aggiornate al 19 luglio 2024.
| Stagione        | Squadra         | Campionato      | Campionato | Campionato | Coppe nazionali | Coppe nazionali | Coppe nazionali | Coppe continentali | Coppe continentali | Coppe continentali | Altre coppe | Altre coppe | Altre coppe | Totale | Totale | Totale |
| Stagione        | Squadra         | Comp            | Pres       | Reti       | Comp            | Pres            | Reti            | Comp               | Pres               | Reti               | Comp        | Pres        | Reti        | Pres   | Reti   |        |
| --------------- | --------------- | --------------- | ---------- | ---------- | --------------- | --------------- | --------------- | ------------------ | ------------------ | ------------------ | ----------- | ----------- | ----------- | ------ | ------ | ------ |
| 2022            | Olimpia         | PD              | 1          | 0          | CP              | 0               | 0               | CL+CS              | 0                  | 0                  |             | -           | -           | 1      | 0      |        |
| 2023            | Guaireña        | PD              | 18         | 6          | CP              | 1               | 0               |                    | -                  | -                  |             | -           | -           | 19     | 6      |        |
| 2024            | Olimpia         | PD              | 11         | 3          | CP              | 0               | 0               | CS                 | 1                  | 0                  |             | -           | -           | 12     | 3      |        |
| Totale carriera | Totale carriera | Totale carriera | 30         | 9          |                 | 1               | 0               |                    | 1                  | 0                  |             | -           | -           | 32     | 9      |        |

## Palmarès

### Club

#### Competizioni nazionali
- Campionato paraguaiano: 1

Club Olimpia: 2022 (Clausura)